# 三石官邸
座標: 北緯39度06分03秒 東経125度58分25秒 / 北緯39.100792度 東経125.973637度
三石官邸（サムソクかんてい、英語: Samsok Supreme Residence）または三石招待所（サムソクしょうたいじょ）は平壌直轄市三石区域に所在する朝鮮民主主義人民共和国官邸。

## 概要・立地
北朝鮮の最高指導者とその近親者のための個人的な邸宅である。市域北東の三石区域に所在する。平壌の中心市街までの距離は、21キロメートルであり、大同江に面している。
金正日の本宅といわれる大豪邸、龍城官邸が建設されたのち間もなく完成した。完成時期は、「苦難の行軍」と呼ばれた1997年から1998年にかけてと考えられている。金ファミリーの豪華な別荘は北朝鮮全土に点在するが、三石の別荘は金正日のために建設された最後の邸宅といわれる。